# Neobisium gineti
Neobisium gineti es una especie de arácnido del orden Pseudoscorpionida de la familia Neobisiidae. Recibe su nombre en honor a al zoólogo francés René Ginet.  

## Distribución geográfica
Se encuentra en Suiza y Francia.